# Binderup Sogn
Binderup Sogn er et sogn i Rebild Provsti (Viborg Stift).
I 1800-tallet var Binderup Sogn og Durup Sogn annekser til Kongens Tisted Sogn. Alle 3 sogne hørte til Gislum Herred i Aalborg Amt. Kongens Tisted-Binderup-Durup sognekommune indgik før kommunalreformen i 1970 i Rørbæk-Nørager Kommune. Den blev ved selve kommunalreformen indlemmet i Nørager Kommune, der ved strukturreformen i 2007 indgik i Rebild Kommune.
I Binderup Sogn ligger Binderup Kirke.
I sognet findes følgende autoriserede stednavne:
- Borremose (areal)
- Lille Binderup (bebyggelse, ejerlav)
- Store Binderup (bebyggelse, ejerlav)